# شان یوئه
شان یوئه (انگلیسی: Shawn Yue؛ زادهٔ ۱۳ نوامبر ۱۹۸۱) بازیگر و خواننده اهل هنگ کنگ است.

از فیلم‌ها یا برنامه‌های تلویزیونی که وی در آن نقش داشته است، می‌توان به دفتر خاطرات روزانه، شورش، هلیوس، هنگامی که چراغ خاموش می‌شود و «دراگون تایگر گیت» اشاره کرد.